# Robert Mahias
Robert Mahias est un peintre, aquarelliste, décorateur et illustrateur né le 12 octobre 1890 à Bruxelles de parents français, et décédé le 24 août 1962.

## Biographie

### Formation
Élève de Fernand Cormon à l'école des beaux-arts de Paris, et au sein de l'école des arts décoratifs.

### Les salons parisiens
Après avoir exposé au salon des Tuileries, au salon d'automne et au salon de la Société nationale des beaux-arts, il est membre du jury de l'Exposition internationale des Arts décoratifs et industriels modernes qui se déroule en 1925. Il expose également au Salon d'Hiver à partir de 1943.

### L'Amérique du Nord
Il s'expatrie au Canada pour enseigner la composition décorative à l'École des beaux-arts de Montréal. Il réalise à la même époque des vitraux d'église, des mosaïques et des œuvres décoratives qui prendront place tant au Canada qu'aux États-Unis.
En 1924 et 1925, il expose au salon de l'Art Association of Montréal, qui deviendra le Musée des beaux-arts de Montréal. Une exposition lui fut entièrement consacrée en décembre 1926 à la galerie Scott de Montréal (huiles, aquarelles et gouaches).

### Le retour en France
Revenu en France, il devient professeur à l'Ecole des Arts Appliqués de Paris. Il a été également membre de la "communauté libertine du Cornet", tout comme Adolphe Léon Willette, Maurice Neumont, Francisque Poulbot ou Georges Villa.

## Œuvre

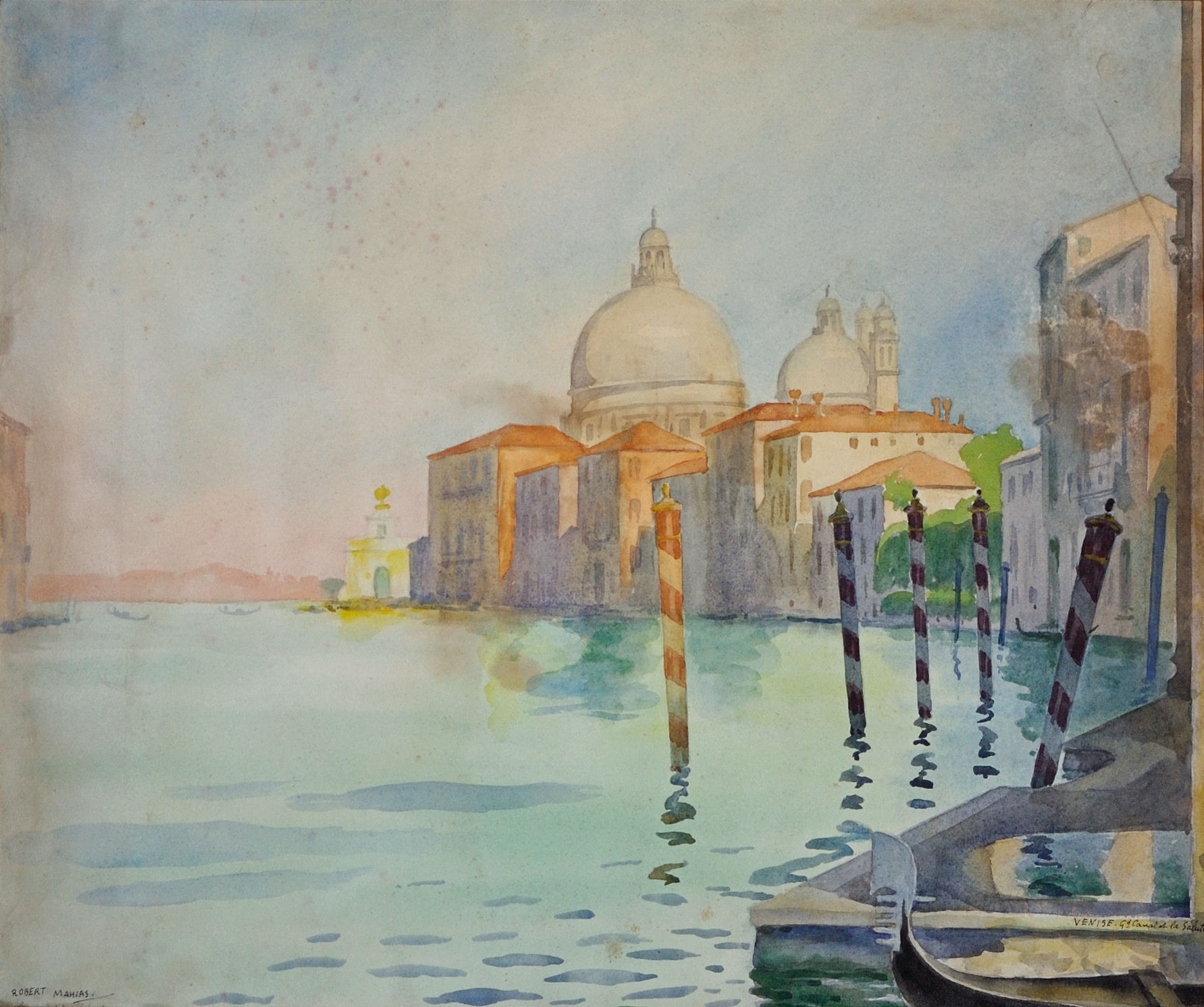
Aquarelle non datée : Venise, Grand Canal et la Salute

- Illustrations du roman l'étape de Paul Bourget dans l'édition de la librairie Hachette (collection "Les Grands Ecrivains") de 1929.
- Illustration de La promenade de Versailles dédiée au Roi de Madeleine de Scudéry (édition de la Maison Devambez limitée à 500 exemplaires)
- Illustration des couvertures de la Select-Collection d'Ernest Flammarion